# Didier Malherbe

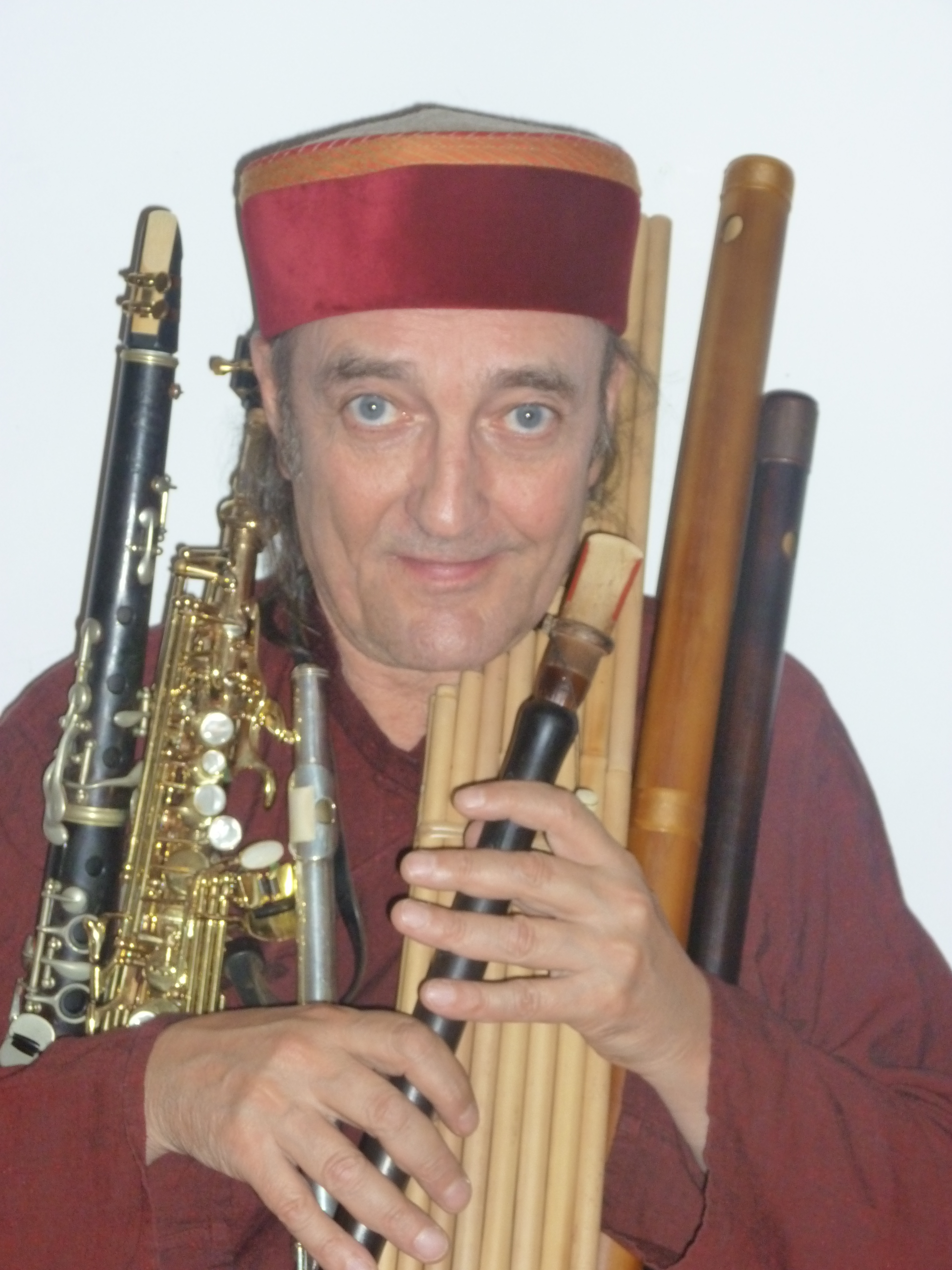
Didier Malherbe 2011

Didier Malherbe (* 22. Januar 1943 in Paris) ist ein französischer Jazzmusiker (Saxophon, Flöten, aber auch Duduk). Malherbe ist langjähriges Mitglied der Band Gong und war an zahlreichen weiteren Projekten beteiligt. 1995 gründete er das Hadouk Trio.

## Biografie
Malherbe erlernte bereits als Jugendlicher das Spiel auf Alt- und Tenorsaxophon, kam bei einer Indienreise in den frühen 1960ern in Kontakt mit indischer Musik und studierte später klassisches Flötenspiel bei René Leroy. Gemeinsam mit Rockmusikern stand er erstmals 1967 bei dem Rocktheater Les Idoles auf der Bühne; er jammte aber auch in Jazzclubs wie dem „Chat qui pêche“. Ein Konzert von Soft Machine soll seine Hinwendung zu Fusion bzw. Jazzrock verursacht haben.
1968 hielt er sich in Deià auf Mallorca auf, wo er den vormaligen Gitarristen von Soft Machine, Daevid Allen (1938–2015), und dessen damalige Lebensgefährtin Gilli Smyth (1933–2016) kennenlernte, mit denen er ab dem Folgejahr zurück in Frankreich den Kern der Band Gong bildete. Bei Gong trat Malherbe teils unter dem Pseudonym Bloomdido Bad de Grass in Erscheinung, das sich aus dem Titel Bloomdido von Charlie Parker und einer französisch klingenden englischen Übersetzung seines Nachnamens zusammensetzte. Sein Saxophon ist auf den frühen Alben der Band das dominierende Melodieinstrument. Malherbe blieb der Band, die in wechselnden Besetzungen bis Mitte der 1970er Jahre bereits zahlreiche Alben, darunter die zentrale Radio Gnome Trilogie veröffentlicht hatte, auch über den Ausstieg von Allen und Smyth 1975/76 hinaus erhalten und wirkte bis 1978 auch noch auf einigen Alben der nun nach dem musikalischen Leiter Pierre Moerlen als Pierre Moerlen's Gong firmierenden Band mit (etwa Downwind).
1977 gründete er seine eigene Band Bloom, mit der er ein Jazzrock-Album veröffentlichte und mehrere Tourneen unternahm. Mit François Cahen, dem ehemaligen Pianisten der Band Magma formierte er danach die Band Faton Bloom, die von 1982 bis 1988 bestand. Außer bei seinen eigenen Bands wirkte Malherbe bei zahlreichen weiteren Projekten mit und spielte u. a. mit Didier Lockwood, Hugh Hopper, Cyrille Verdeaux, Jean-Philippe Rykiel, Pierre Bensusan, National Health sowie bei verschiedenen Bands früherer Kollegen von Gong, darunter Mother Gong von Gilli Smyth und Equipe Out von Pip Pyle.
In den späten 1980ern schloss er sich dem Projekt Invisible Opera Company of Tibet von Daevid Allen an, das alsbald als Gongmaison firmierte und aus dem 1994 eine Gong-Reunion entstand, der Malherbe bis heute verbunden ist, wenngleich inzwischen der Saxophonist Theo Travis dort seinen festen Platz eingenommen hat.
In den frühen 1990er Jahren formierte Malherbe die Projekte Zeff, Fluvius und Fétish, in denen Musiker wie Jean-Luc Ponthieux, Pip Pyle, Jean-Philippe Rykiel, Emmanuel Binet oder Michel Godard spielten. 1995 gründete er mit Loy Ehrlich die (heute in Quartettformation) bestehende Band Hadouk Trio, mit der er mehrere Alben veröffentlicht hat.
Didier Malherbe ist auf über 30 Alben der Band Gong, auf rund einem Dutzend Alben seiner eigenen Projekte sowie auf rund 50 Alben mit verschiedenen Musikern zu hören.